# Marcelo Negrão
Marcelo Teles Negrão, född 10 oktober 1972 i São Paulo, är en brasiliansk före detta volleybollspelare. Negrão blev olympisk guldmedaljör i volleyboll vid sommarspelen 1992 i Barcelona.